# Charlotte Valandrey
Charlotte Valandrey (Párizs, 1968. november 29. – Párizs, 2022. július 13.) francia színésznő és írónő.

## Élete
Pléneuf-Val-Andrében nőtt fel. 1987-ben, 18 évesen egy HIV-tesztje pozitív volt. Lánya, Tara 2001-ben született. 2003-ban szívátültetésen esett át.
2011-ben megjelent második önéletrajza hatalmas siker lett, több mint 300 000 példányban kelt el. Nem sokkal második szívátültetése után hunyt el.

## Fontosabb filmjei

### Mozifilmek
- 1985: Rouge Baiser, rendező: Véra Belmont : Nadia
- 1986: Taxi Boy, rendező: Alain Page : Corinne
- 1987: Les Fous de Bassan, rendező: Yves Simoneau: Olivia Atkins
- 1987 : Fucking Fernand, rendező: Gérard Mordillat : Lily
- 1991: Mindig egyedül, rendező: Gérard Mordillat: Charlotte
- 1992: Orlando, rendező: Sally Potter: Princesse Sasha
- 1993: En compagnie d'Antonin Artaud: Colette Thomas
- 1993 : Berthe de Joux, rendező: Michel Duveaux : Berthe
- 2008: La Mémoire de l'eau, rendező: Bernard Murat
- 2009: Le Bal des actrices, rendező: Maïwenn: Yvan Attal filmjének casting igazgatója

### TV-filmek
- 1988: Una casa a Roma, rendező: Bruno Cortini: Vanessa
- 1993: Albert Savarus, rendező: Alexandre Astruc: Rosalie de Watteville
- 1993: L'Éternel Mari, rendező: Denys Granier-Deferre: Katia Pogoretz
- 1995: Charlotte dite Charlie, rendező: Caroline Huppert
- 1995 : L'Énigme d'un jour, rendező: Massimo Mazzucco: Rose
- 1995 : Babyfon: Mörder im Kinderzimmer
- 1995 : The House That Mary Bought, rendező: Simon MacCorkindale: Claire Benoit
- 1996: La Rançon du chien, rendező: Peter Kassovitz: Sophie
- 1997: Meurtre à l'étage, rendező: Bruno Gantillon: Anne
- 2001: Tout va bien, c'est Noël !, rendező: Laurent Dussaux: Christine
- 2002: Napóleon; Napoléon, rendező Yves Simoneau; Madame Coligny
- 2004: Penn Sardines, rendező: Marc Rivière : Soizic Le Bihan
- 2006: Madame Pompadour – A király kedvence, rendező: Robin Davis: Madame de Brancas
- 2008: L'Amour dans le sang, rendező: Vincent Monnet: önmaga

## Díjai
- 1986: Ezüst Medve díj a legjobb színésznőnek (Rouge Baiser)

## Fordítás
- Ez a szócikk részben vagy egészben a Charlotte Valandrey című francia Wikipédia-szócikk fordításán alapul.  Az eredeti cikk szerkesztőit annak laptörténete sorolja fel. Ez a jelzés csupán a megfogalmazás eredetét és a szerzői jogokat jelzi, nem szolgál a cikkben szereplő információk forrásmegjelöléseként.
- Ez a szócikk részben vagy egészben a Charlotte Valandrey című német Wikipédia-szócikk fordításán alapul.  Az eredeti cikk szerkesztőit annak laptörténete sorolja fel. Ez a jelzés csupán a megfogalmazás eredetét és a szerzői jogokat jelzi, nem szolgál a cikkben szereplő információk forrásmegjelöléseként.